# Рябов Борис Павлович
Борис Павлович Рябов (нар. 1938)— український астроном, який спеціалізується на декаметровій радіоастрономії. 
Отримав премію НАН України імені М. П. Барабашова.

## Біографія
Народився 8 березня 1938 р. у м. Харків Харківської області Української РСР.
В 1960 р. закінчив Харківський політехнічний інститут імені В. І. Леніна.
У 1971 р. захистив в Інституті Космічних досліджень АН СРСР кандидатську дисертацію "Вимірювання густин потоків дискретних джерел космічного випромінювання в діапазоні 12.6-25 М Гц і дослідження їх спектрів".

## Основні публікації
1. Рябов Б. П., Герасимова Н. Н. Декаметровое спорадическое радиоизлучение Юпитера.- К.: Наукова думка, 1990. - 236 с.
 2. Рябов Б.П. Декаметровое радиоизлучение Юпитера. ІІІ. Некоторые физические характеристики источника генерации S-компоненты/Препринт/РИ АН УССР, №2.- Харьков, 1987.- 50 с. с.
 3. Идентификация молний на Сатурне, зарегистрированных радиотелескопом УТР-2 и космическим аппаратом “Кассини”/В. В. Захаренко, К. Ю. Милостная, Г. Фишер, А. А. Коноваленко, Ф. Зарка, Ж.-М. Гриссмейер, Б. П. Рябов, Д. М. Ваврив, В. Б. Рябов, Х. Рукер, П. Равье, М. А. Сидорчук, Б. Цекони, А. Кофри, Л. Дени, К. Фабриc, Р. В. Кожин, Д. В. Муха, Л. Палье, И. Шнейдер, В. А. Шевченко, В. В. Виноградов, Р. Вебер6, В. С. Николаенко//Радиофизика и радиоастрономия, 2010, т. 15, №4, с. 361-368
 4. Модуляционные эффекты на динамических спектрах спорадического декаметрового излучения Юпитера / Г.В. Литвиненко, А. Лекашо, Х.О. Рукер, А.А. Коноваленко, Б.П. Рябов, В.В. Виноградов, В.Е. Шапошников, У. Таубеншусс // Радиофизика и радиоастрономия. — 2006. — Т. 11, № 4. — С. 325-347